# Darangeh
Darangeh is een oud episch lied met kennis van de Maranao uit Mindanao. Het meest zuidelijke eiland van de Filipijnen is het traditionele thuisland van de Maranao, een van de drie grote moslimgroepen in het land.
Het lied bevat 17 cyclussen met in totaal 72.000 regels over mythische helden en geschiedenis. Ook gaat het lied over leven en dood, liefde en politiek. Het lied gebruikt symboliek, metaforen, ironie en satire. 
De Darangeh bestond voor de islamisering van de Filipijnen in de veertiende eeuw en is deel van een grotere epische cultuur die in verband wordt gebracht met vroege sanskrietgebruiken. De Darangeh wordt mondeling doorgegeven, maar er zijn delen gevonden in manuscripten met een oud schrijfsysteem wat gebaseerd is op het Arabische schrift. 
Gespecialiseerde mannelijke en vrouwelijke artiesten zingen Darangen tijdens huwelijksfestiviteiten, die meerdere nachten duren. Soms wordt muziek en dans gebruikt om de Darangeh te begeleiden. 
Sinds 2005 staat Darengeh vermeld op de Lijst van Meesterwerken van het Orale en Immateriële Erfgoed van de Mensheid.